# Telgerd
Telgerd (persiska: تلگرد) är en ort i Iran.   Den ligger i provinsen Khorasan, i den nordöstra delen av landet, 800 km öster om huvudstaden Teheran. Telgerd ligger 1 482 meter över havet och antalet invånare är 180.
Terrängen runt Telgerd är kuperad söderut, men norrut är den platt. Runt Telgerd är det ganska glesbefolkat, med 42 invånare per kvadratkilometer. Närmaste större samhälle är Qalandarābād, 4,0 km norr om Telgerd. Omgivningarna runt Telgerd är i huvudsak ett öppet busklandskap.